# Collective stick
Collective stick (eller blot collective) er på en helikopter en styrestang, som ændrer rotorbladenes pitch og dermed  luftstrømmen henover bladene. Piloten trækker collective stick opad eller nedad for at få helikopteren til at stige til vejrs, henholdsvis tabe højde.